# Боголюбов Микола Миколайович (режисер)
Микола Миколайович Боголю́бов (нар. 25 січня 1870, поблизу Бугуруслана — пом. 4 березня 1951, в потязі) — російський і український оперний режисер, педагог; заслужений артист РРФСР з 1927 року.

## Біографія
Народився 13 [25] січня 1870 року поблизу міста Бугуруслана (тепер Оренбурзька область, Росія). Здобув музичну освіту 1894 року у Казанському музичному училищі, після чого працював режисером в оперних трупах Казані, Саратова, Одеси, Пермі.
Впродовж 1907–1910 років — режисер Київського оперного театру; впродовж 1911–1917 років — у Маріїнському театрі у Санкт-Петербурзі.
З 1923 року — професор Бакинської, з 1929 року — Тбіліської, з 1945 року — Одеської консерваторій. У 1932–1934 роках — головний режисер Одеського театру опери та балету. Водночас здійснював постановки в оперних театрах Дніпропетровська, Вінниці, Горького, Свердловська, Баку, Тбілісі. Впродовж 1934–1937 років працював у Луганському оперному театрі. У 1944–1949 знову головний режисер Одеського театру опери та балету. З 1949 року жив у Пермі. Помер 4 березня 1951 року в поїзді.

## Творчість
Поставив понад 150 опер, зокрема:
- «Два П'єро», «Мададжара» («Сестра Беатриса») Бориса Яновського (1907);
- «Борис Годунов», «Сорочинський ярмарок» Модеста Мусоргського;
- «Казка про царя Салтана» Миколи Римського-Корсакова;
- «Валькірія», «Нюрнберзькі мейстерзінгери» Ріхарда Ваґнера;
- «Мадам Баттерфляй» Джакомо Пуччині;
- «Орлиний бунт» Андрія Пащенка;
- «Степан Разін» Олександра Касьянова;
- «Тарас Бульба» Миколи Лисенка (1924);
- «Броненосець „Потьомкін“» Олеся Чишка (1937);
- «Тихий Дон», «Піднята цілина» Івана Дзержинського (1939);
- «Запорожець за Дунаєм» Семена Гулака-Артемовського (1939).

Автор праць:
- «Полвека на оперной сцене». Москва, 1957 (рос.);
- «Шестьдесят лет в оперном театре». Москва, 1967 (рос.).